# Pastocz
Pastocz (ros. Пасточ) – wieś w Rosji, w rejonie czerepowieckim obwodu wołogodzkiego. W 2010 liczyła 8 mieszkańców.